# Grabegabel
Eine Grab(e)gabel oder Grabeforke, in der kräftigeren Ausführung auch Spatengabel oder seltener Gabelspaten, ist als Gartenwerkzeug ein Mittelding aus einer Mistgabel (die üblicherweise dünne leicht gebogene Zinken hat) und  einem Spaten. In der Schweiz wird sie Stechgabel genannt. 

## Beschreibung
Das Blatt besteht aus drei oder vier kräftigen, nur ganz schwach gekrümmten Zinken, die rund bis flach sein können. Der Stiel ist heute meist mittels eines Metallschuhs in das Blatt eingelassen. Erfolgt die Befestigung der Gabel über eine Federdülle, dann ergibt sich eine etwas flexibler federnde Verbindung. 

## Verwendung
Die Grabegabel wird zum Lösen und Bewegen von Oberboden verwendet und gleicht dem Spaten zum Wenden, mit dem Vorteil, dass beim Rammen in den Boden nur wenige Pflanzenwurzeln (auch Unkrautwurzeln) abgehackt werden. Sie kann daher besonders zum schonenden Ausgraben von Pflanzen verwendet werden. Im Gegensatz zum Spaten wird auch das Zerteilen der nützlichen Regenwürmer erheblich vermindert. Zudem lässt sich eine Grabegabel mit deutlich weniger Kraftaufwand in den Boden stechen. Sie ähnelt in der Funktion dem abgewinkelten Karst, Hacke bzw. Krail.
Der Franzose André Grelin erfand 1952 ein von der Grabegabel abgeleitetes Werkzeug, die Doppelgrabegabel, die auch als Grelinette oder (auf Englisch) als Broadfork bezeichnet wird. Dieses Werkzeug mit mehreren Zinken wird durch zwei Holzstiele angetrieben. Dadurch kann die Erde mit einer effizienten und einfachen symmetrischen Bewegung belüftet werden. Diese Bewegung ist nicht nur einfach, sondern auch ein guter Ersatz für das Umgraben, da sie die verschiedenen Bodenschichten nicht umkehrt.